# باترسون جوزيف
باترسون جوزيف (بالإنجليزية: Paterson D. Joseph)‏، (مواليد 22 يونيو 1964) هو ممثل بريطاني.

## روابط خارجية
- Paterson Joseph في قاعدة بيانات الأفلام على الإنترنت